# Sophie-Dorothée de Wurtemberg
Titre
Impératrice consort de Russie
17 novembre 1796 – 23 mars 1801
Signature
Sophie-Dorothée de Wurtemberg-Montbéliard (en allemand : Sophie-Dorothée Augusta Luisa von Württemberg), née le 25 octobre 1759 à Stettin et morte le 5 novembre 1828 à Pavlovsk, est une princesse de Wurtemberg devenue grande-duchesse puis impératrice de Russie sous le nom de Marie Feodorovna (en russe : Императрица Мария Фёдopoвна, Imperatritsa Maria Fiodorovna) en épousant le futur tsar Paul Ier et en se convertissant à l'orthodoxie.
Deux de ses fils devinrent empereurs de Russie : Alexandre Ier et Nicolas Ier.

## Famille
Sophie-Dorothée de Wurtemberg-Montbéliard est la fille du duc Frédéric-Eugène de Wurtemberg, fils cadet du duc Charles-Alexandre de Wurtemberg (qui devint duc de Wurtemberg en 1795) et de la duchesse, née Frédérique-Dorothée de Brandebourg-Schwedt. La princesse naît à Stettin où son père est officier au service du roi de Prusse. Sa mère est une nièce du roi de Prusse.
Le 6 septembre 1776, elle épouse à la chapelle du palais d'Hiver de Saint-Pétersbourg, le tsarévitch Paul Petrovitch (dont c'est le second mariage), fils de Catherine II et de Pierre III.
De cette union naîtront dix enfants :
- Alexandre (1777-1825), en 1793, il épousa la princesse Louise Augusta de Bade (1779-1826) devenue l'impératrice Élisabeth après sa conversion ;
- Constantin (1779-1831), en 1796, il épousa Julienne de Saxe-Cobourg-Saafeld (1781-1860) dont il divorce en 1820. En 1820, il épouse la princesse Jeanne de Lowicz (1799-1831) ;
- Alexandra (1783-1801), en 1799 elle épousa l'archiduc Joseph d'Autriche, palatin de Hongrie ;
- Hélène (1784-1803), en 1799 elle épousa le grand-duc Frédéric-Louis de Mecklembourg-Schwerin (1778-1819) ;
- Marie (1786-1859), en 1804 elle épousa le grand-duc Charles-Frédéric de Saxe-Weimar-Eisenach (1783-1853) ;
- Catherine (1788-1819), en 1809, épousa Georges d'Oldenbourg (+1812) puis (1816) Guillaume Ier de Wurtemberg (1781-1864) ;
- Olga (1792-1795) ;
- Anne (1795-1865), en 1816 elle épousa le roi Guillaume II des Pays-Bas (1792-1849) ;
- Nicolas Ier (1796-1855), en 1817 il épousa Charlotte de Prusse (1798-1860) ;
- Michel (1798-1849), en 1824 il épousa Charlotte de Wurtemberg.

## Biographie

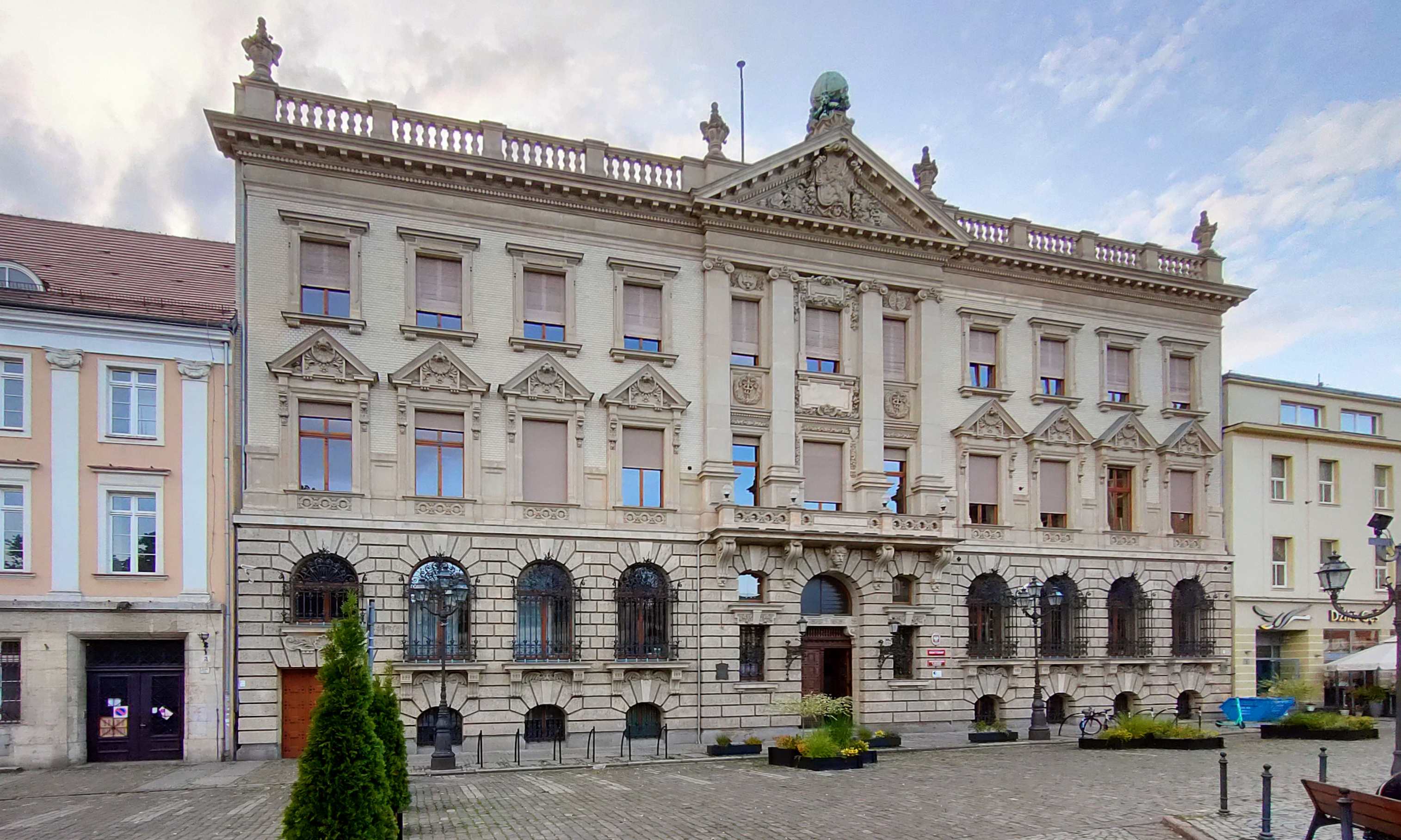
Le palais Grumbkow à Szczecin.

### Princesse de Wurtemberg
Sophie-Dorothée de Wurtemberg voit le jour au palais Grumbkow à Stettin, en Prusse. En 1769, son père ayant reçu la principauté de Montbéliard, la famille de la petite princesse s'installe à Montbéliard. Elle reçoit une excellente éducation, parle l'allemand, l'italien, le français et le latin tout en appréciant beaucoup la mode et l'art français.
En 1773, Sophie-Dorothée de Wurtemberg est l'une des princesses allemandes pressenties pour devenir l'épouse de Paul Petrovitch de Russie. Mais la mère du tsarévitch, Catherine II, choisit en fin de compte la princesse Wilhelmine-Louise de Hesse-Darmstadt, qui devient la grande-duchesse Nathalie Alexeïevna. La jeune princesse, alors âgée de quatorze ans, est alors promise à Louis de Hesse-Darmstadt, frère aîné de la princesse Wilhelmine-Louise. Cependant le 15 avril 1776, l'épouse du tsarévitch meurt en couches. Frédéric II de Prusse, oncle de Sophie-Dorothée, propose sa nièce en mariage et Louis de Hesse reçoit une compensation financière pour la rupture des fiançailles. La Grande Catherine se réjouit de cette union, car sa future bru et elle-même ont reçu le même genre d'éducation et sont natives de la même ville.
Frédéric le Grand arrange donc le mariage, invite le tsarévitch et la jeune princesse de Wurtemberg à Berlin où les deux jeunes gens font connaissance et s'éprennent l'un de l'autre. En septembre 1776, Sophie-Dorothée se rend à Saint-Pétersbourg où elle se convertit à la foi orthodoxe russe en prenant le nom de Marie Féodorovna.

### Grande-duchesse de Russie

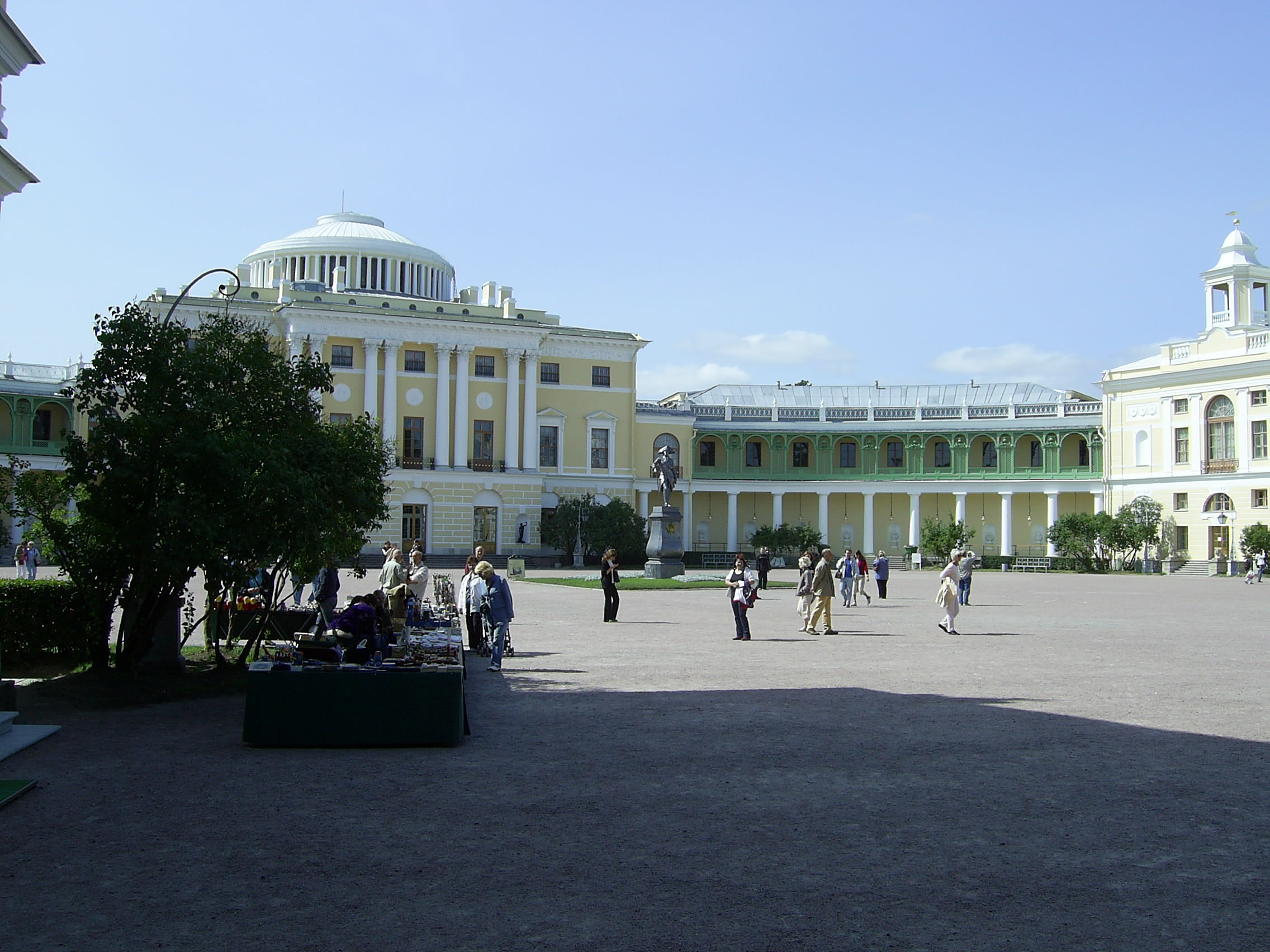
Le palais de Pavlovsk.

Le mariage est célébré le 26 septembre suivant.
Le tsarévitch Paul Petrovitch est d'un caractère difficile, mais la jeune Marie Feodorovna, se montre satisfaite de son sort : « Mon cher mari est un ange parfait et je l'aime à la folie » écrit-elle à un ami. Les sentiments de la grande-duchesse ne changèrent jamais à l'égard de son époux ; malgré son caractère difficile et souvent tyrannique, elle l'aima vraiment.
Le 23 décembre 1777, La grande-duchesse donne naissance à son premier enfant, un garçon, et en avril 1779, à un deuxième, ce qui ravit l'impératrice. Mais la bonne entente entre les deux femmes se détériore très rapidement. La Grande Catherine retire l'aîné des enfants à ses parents, puis le second, afin de les éduquer selon sa convenance et sans l'ingérence des parents. Ceux-ci ne sont autorisés à rendre visite à leurs enfants qu'une seule fois par semaine. De la naissance d'Alexandre à celle de la grande-duchesse Alexandra, le couple n'a aucun  enfant auprès de lui. Privée de l'éducation de ses deux fils, la grande-duchesse Marie Feodorovna consacre son temps à la décoration du palais de Pavlovsk, don de Catherine en hommage à la naissance de son premier petit-fils. Marie en fait l'une des plus belles propriétés de Russie.

### Personnalité

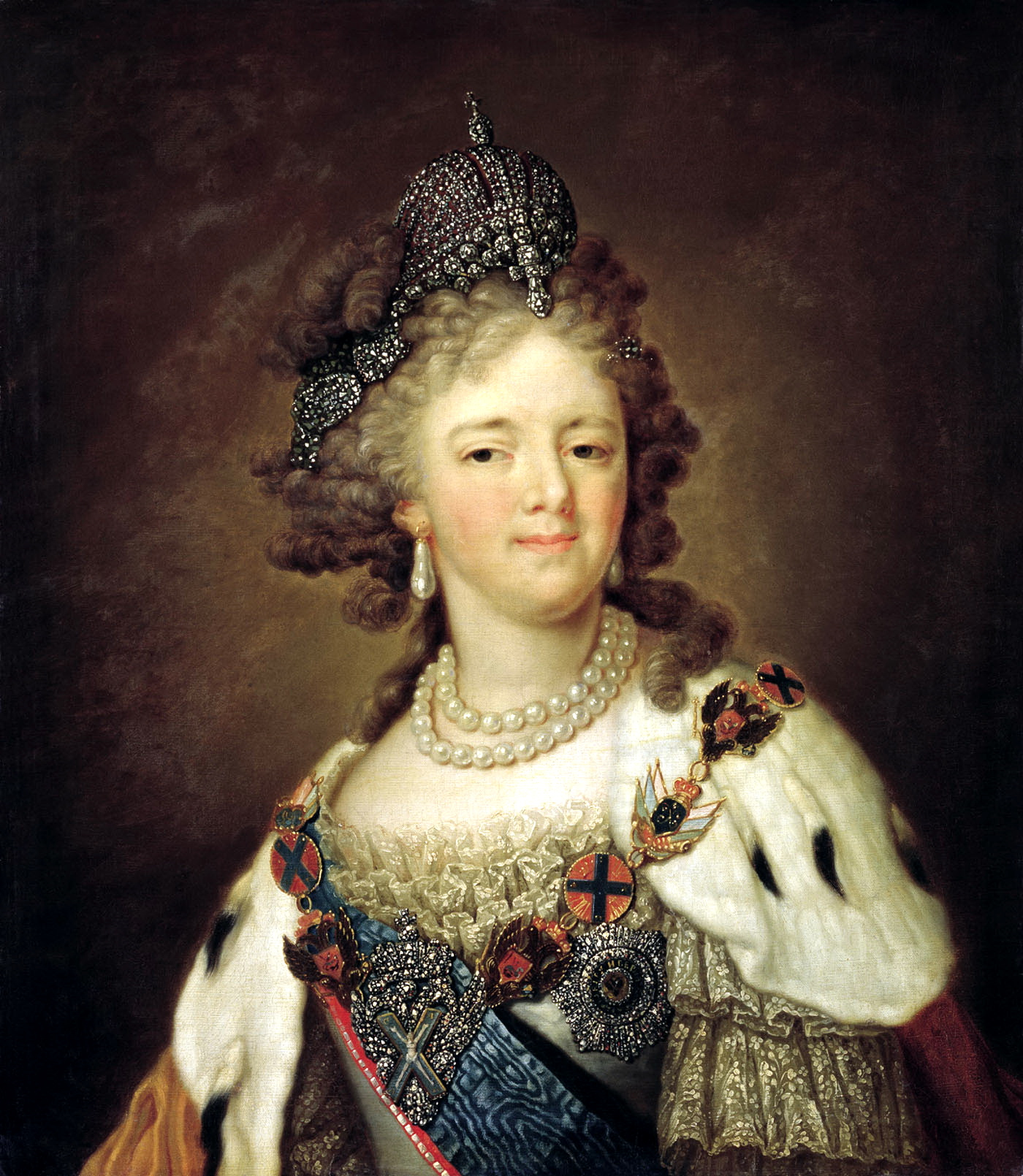
Vladimir Borovikovski, Portrait de Maria Feodorovna, Astrakhan State Art Gallery.

La grande-duchesse était une grande jeune femme blonde, au teint frais, très myope. Elle aimait le faste et les cérémonies de la vie de Cour. Elle avait le goût de la splendeur et portait un grand intérêt aux petites intrigues de la Cour. Le ménage était fort lié au prince Kourakine. Soucieuse de son rang, elle pouvait rester toute la journée, et sans fatigue, en tenue de cérémonie. De même, elle imposait la même charge à son entourage et faisait respecter dans les moindres détails la stricte étiquette de la Cour. Elle aimait l'ordre et la régularité. Contrairement aux autres membres de la famille impériale, elle était une personne frugale, vertu rare pour une princesse de cette époque. Venant d'une famille appartenant à une branche mineure de la maison de Wurtemberg, ceci explique cela.
Son humeur égale et sa patience contribuèrent à une certaine harmonie au sein du couple. Sa parcimonie fut telle qu'elle n'hésitait pas à se vêtir des vêtements de la première épouse du grand-duc Paul ; elle chaussait même les pantoufles de la défunte.
Avec enthousiasme, la grande-duchesse Marie Feodorovna cultivait les arts, ne dédaignant pas les travaux d'aiguille. Très douée pour l'aquarelle, elle l'était également dans la gravure et la conception de camées. De ses mains, elle créait des objets d'ivoire et d'ambre que, de temps en temps, elle offrait en présents. Elle était également une musicienne très douée. Experte en horticulture, elle voua toute sa vie une véritable passion aux fleurs et aux plantes. À Pavlovsk, la grande-duchesse réunit autour d'elle un cercle littéraire comparable à celui du château français d'Étupes (Doubs), que les Wurtemberg avaient fait construire en 1770. Elle organisait des représentations théâtrales pour son époux, qui appréciait beaucoup ce genre de divertissement. En outre, elle trouvait le temps de s'occuper d'associations caritatives et d'institutions d'éducation. À Saint-Pétersbourg, elle fonda l'Institut pour aveugles. Elle soutint la carrière de la musicienne non voyante suédoise Charlotta Suerling (1782 ou 1784-1828). Sérieuse et déterminée, elle ne perdait jamais une occasion de comparer sa vertu irréprochable à celle de sa propre belle-mère, l'impératrice Catherine. Elle fut également très prudente dans ses attaques contre le prince Potemkine ou Alexandre Marmonov, favoris de la tsarine.
Intelligente, talentueuse, déterminée et énergique, Marie Feodorovna était une épouse impériale presque parfaite. De son côté, Paul se montrera pendant de nombreuses années un époux modèle, aimant profondément son épouse, avant de s'éloigner sur le tard.

### Le séjour en Europe

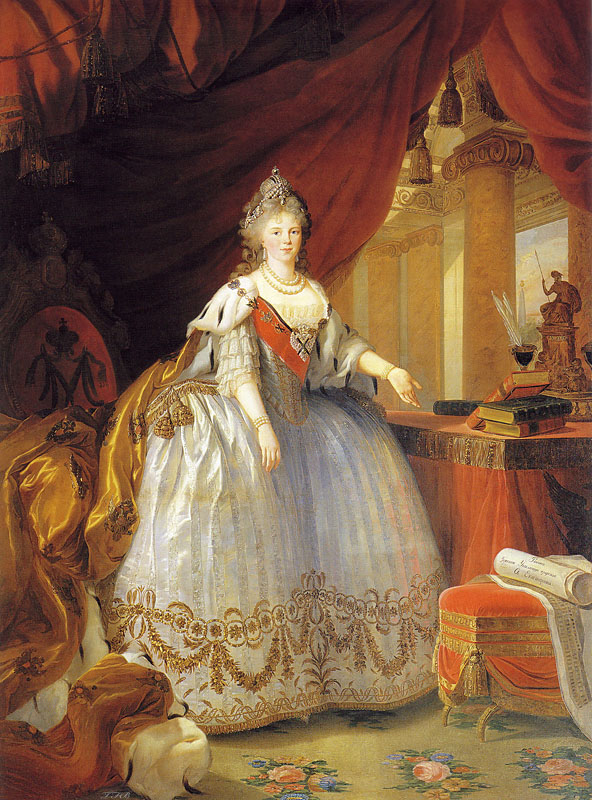
Élisabeth Vigée Le Brun, Portrait de l'impératrice Marie Fiodorovna(1798), Saint-Pétersbourg, palais de Peterhof.

Le tsarévitch Paul Petrovitch et son épouse demandèrent à Catherine II la permission d'effectuer un voyage en Europe occidentale. Sous le pseudonyme de « comte et comtesse du Nord » (Severny en russe, adjectif se rapportant au Nord mais possédant également d'autres références). En septembre 1781, le couple partit pour un voyage de quatorze mois les menant en Pologne, en Autriche, en Italie, en France, en Belgique, aux Pays-Bas et en Allemagne. Paris fit une grande impression sur le couple et ils furent présentés à Versailles. Sur le chemin du retour, Marie rendit visite à ses parents. À la fin de 1782, le couple fut de retour en Russie. Marie consacra toute son attention à son palais de Pavlovsk où, en 1783, elle donna naissance à la grande-duchesse Alexandra. Pour célébrer la naissance de sa petite-fille, Catherine II fit alors don au jeune ménage du palais de Gatchina, auquel le tsarévitch accorda toute son attention jusqu'en 1796, date de son accession au trône.
Marie donna naissance à dix enfants, quatre garçons et six filles. Dès lors, la Maison impériale, composée auparavant d'un seul membre de sang (le tsarévitch lui-même), devint une grande famille. Les plus jeunes enfants furent confiés à leurs parents.
L'Autriche regardait d'un œil méfiant l'union du grand-duc russe avec une princesse alliée au roi de Prusse. Aussi, en 1788, l'empereur Joseph II du Saint-Empire qui cherchait à se rapprocher de la Russie, fit-il épouser à son neveu et héritier, l'archiduc François, la princesse Élisabeth de Wurtemberg, sœur cadette de la grande-duchesse héritière. La jeune archiduchesse mourut en couches en 1790.

### Les dernières années du règne deCatherineII
Pendant les dernières années du règne de Catherine II, le couple fut contraint de vivre dans l'isolement au palais de Gatchina, avec des revenus restreints. Le tsarévitch Paul Petrovitch  et son épouse restèrent un couple dévoué. Marie modérait le caractère excessif de son époux et exerçait sur lui une influence bénéfique. Elle poursuivit l'embellissement du palais de Pavlovsk et se consacra à des œuvres de charité. Elle consacrait également son temps à élargir son modeste salon littéraire et à organiser des soirées théâtrales et musicales pour sa famille et ses amis. Jouant elle-même du clavecin, elle était également une lectrice assidue. Elle tenait des Journaux, où elle décrivait sa vie en détail. Néanmoins, selon ses dernières volontés, son fils Nicolas Ier brûla tous ces volumes après le décès de sa mère.
L'étroite liaison entre l'empereur Paul et Catherine Nelidova, l'une des dames de compagnie de Maria Fiodorovna, fut la cause de la première fissure dans l'union du couple. Cette passion fut très intense mais, selon Paul, son attachement à Catherine Nelidova n'était que platonique. Marie en souffrit cependant beaucoup, d'autant plus que cette dame de compagnie était son amie. De ce fait, ses relations avec Catherine Nelidova restèrent glaciales pendant plusieurs années. Plus tard, la grande-duchesse crut aux liens de pure amitié entre son époux et Catherine Nelidova. Non seulement Marie Feodorovna accepta cette idée, mais elle unit ses forces à celles de Catherine Nelidova pour tenter de modérer le tempérament de plus en plus névrosé de Paul.

### Impératrice de Russie

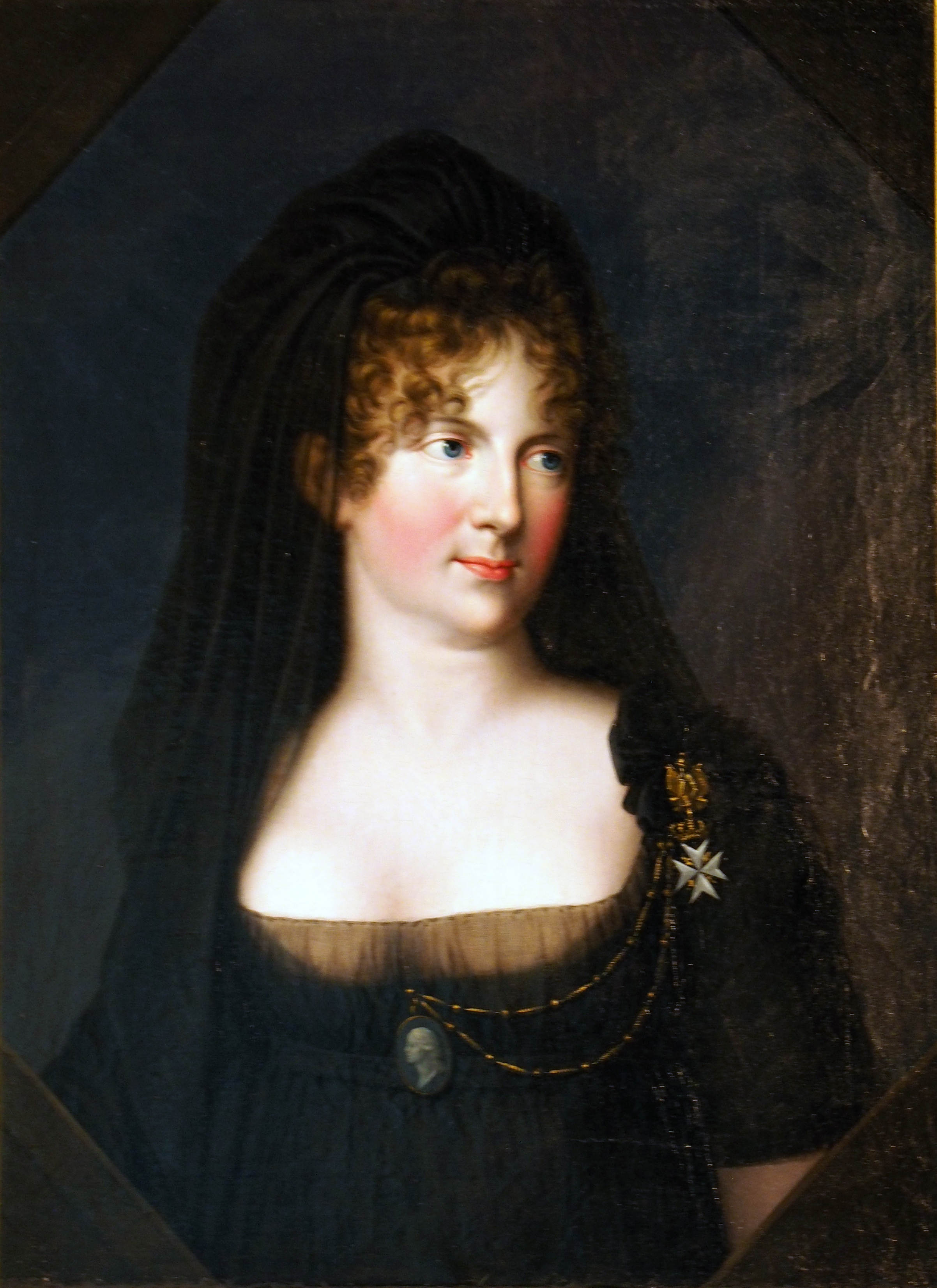
Gerhard von Kügelgen, Portrait de la tsarine Marie Féodorovna (1801), château de Weimar. La tsarine aimait tous les arts et les soutint généreusement.

Après vingt années passées dans l'ombre, le décès de la Grande Catherine en 1796 permit à Marie de devenir impératrice de Russie. Elle put jouer un rôle de premier plan. Sous le règne précédent, Marie Feodorovna n'avait eu aucune chance d'interférer dans les affaires de l'État. Son époux le tsarévitch en était lui-même exclu. Après l'accession de son mari au trône, elle s'intéressa à la politique, d'abord timidement, puis de façon de plus en plus résolue. Son influence sur son époux fut grande et, d'une manière générale, elle se révéla positive. Malgré tout, il est possible qu'elle en ait abusé pour venir en aide à ses amis ou pour blesser ses ennemis.
Marie Feodorovna possédait un goût exceptionnel. Sous sa direction, le palais de Gatchina, le palais Catherine, le palais Alexandre à Tsarskoïe Selo, le palais d'Hiver à Saint-Pétersbourg et l'Ermitage furent décorés et meublés. Elle aimait les arts et les soutint généreusement. Le plus important de ses héritages fut la création des premières écoles pour femmes en Russie et de multiples organismes de bienfaisance dans tout l'Empire. Ces institutions perdurèrent jusqu'à la révolution russe de 1917. Comme impératrice de toutes les Russies, elle venait en aide à ses nombreux parents peu fortunés, dont certains, comme son frère, Alexandre de Wurtemberg (1771-1833), furent invités en Russie.
L'impératrice Marie et son époux ne furent plus aussi proches l'un de l'autre, toutefois une bonne entente demeura au sein du couple. Les relations se détériorèrent davantage vers la fin de la vie de Paul Ier. En 1798, l'impératrice donna naissance à son dixième et dernier enfant. La même année, Paul Ier s'éprit de la comtesse Anna Lopukhina (en), alors âgée de 19 ans. Le tsar assura son épouse de son comportement irréprochable, sa relation avec la comtesse n'étant que paternelle.
Puis Paul Ier, tsar de toutes les Russies depuis quatre ans, fut assassiné le 12 mars 1801.

### Impératrice douairière

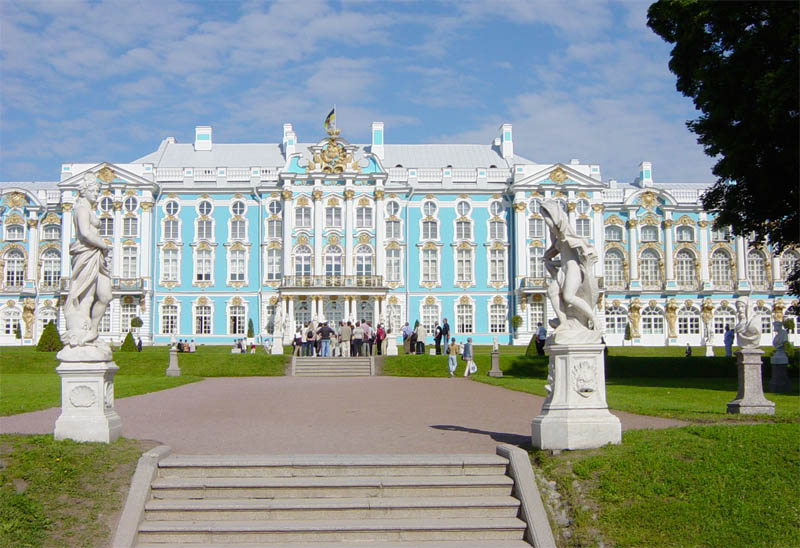
Le palais Catherine à Tsarskoïe Selo.

Pendant la nuit de l'assassinat de son époux, Marie Feodorovna, à l'image de Catherine II, tenta de se proclamer impératrice en s'appuyant sur le fait qu'elle avait été couronnée par Paul Ier. Après plusieurs jours, son fils aîné, le nouvel empereur Alexandre, réussit à la convaincre de renoncer à des prétentions aussi inconsidérées. Pendant quelque temps, à chaque visite de son fils, Marie plaçait entre eux, comme un reproche silencieux, un cercueil contenant la chemise ensanglantée du tsar assassiné. Même si, grâce au tsar, l'impératrice Marie Feodorovna, veuve à 42 ans, conservait sa place de première dame à la Cour impériale de Russie, les relations entre la mère et le fils restaient tendues, mais elles s'améliorèrent au fil du temps. Au cours de cérémonies officielles, l'impératrice douairière prenait souvent le bras de l'empereur tandis que sa bru, l'impératrice Élisabeth, marchait derrière. Cette coutume de préséance de l'impératrice douairière sur l'épouse du souverain régnant fut introduite par l'impératrice Marie Feodorovna et fut unique à la Cour de Russie. Cela provoqua le ressentiment d'Élisabeth à l'égard de sa belle-mère.
Non seulement l'impératrice Marie occupait le rang de première dame de l'Empire, mais elle dirigeait également toutes les institutions de charité. Elle contrôlait la banque de prêts et put ainsi jouir de revenus très confortables. Ceux-ci lui permirent de vivre dans le luxe. Ses appartements étaient meublés avec richesse et bon goût. Afin de perpétuer la tradition instaurée par Catherine II, elle assistait à des défilés en uniforme militaire, le cordon de l'ordre sur la poitrine. Ses réceptions joyeuses, où elle apparaissait somptueusement vêtue entourée de ses dames d'honneur et de ses chambellans, contrastaient fortement avec la vie simple de la Cour d'Alexandre Ier.

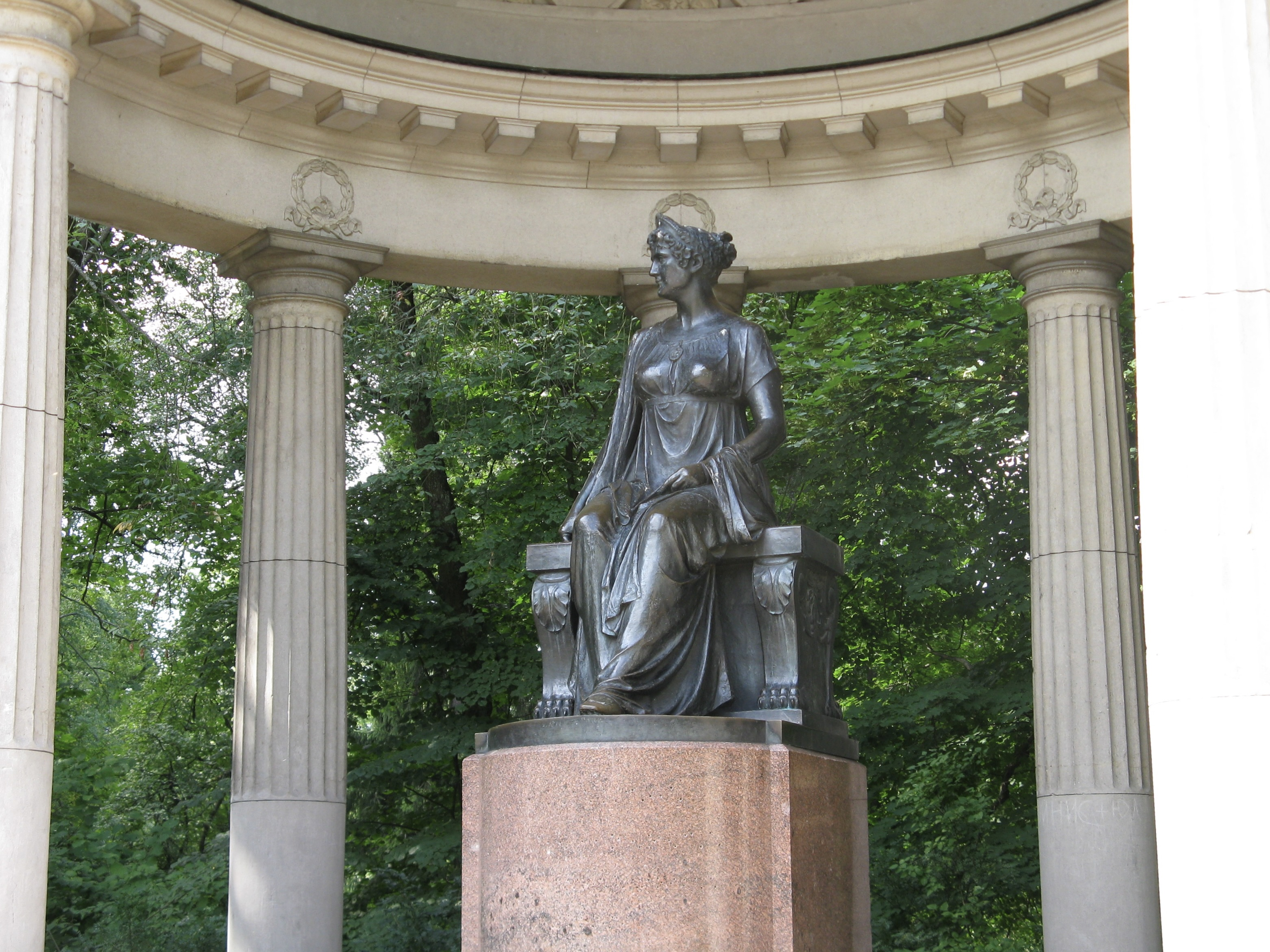
Vladimir Beklemichev, L'Impératrice Marie Féodorovna, pavillon de Rossi du parc de Pavlovsk.

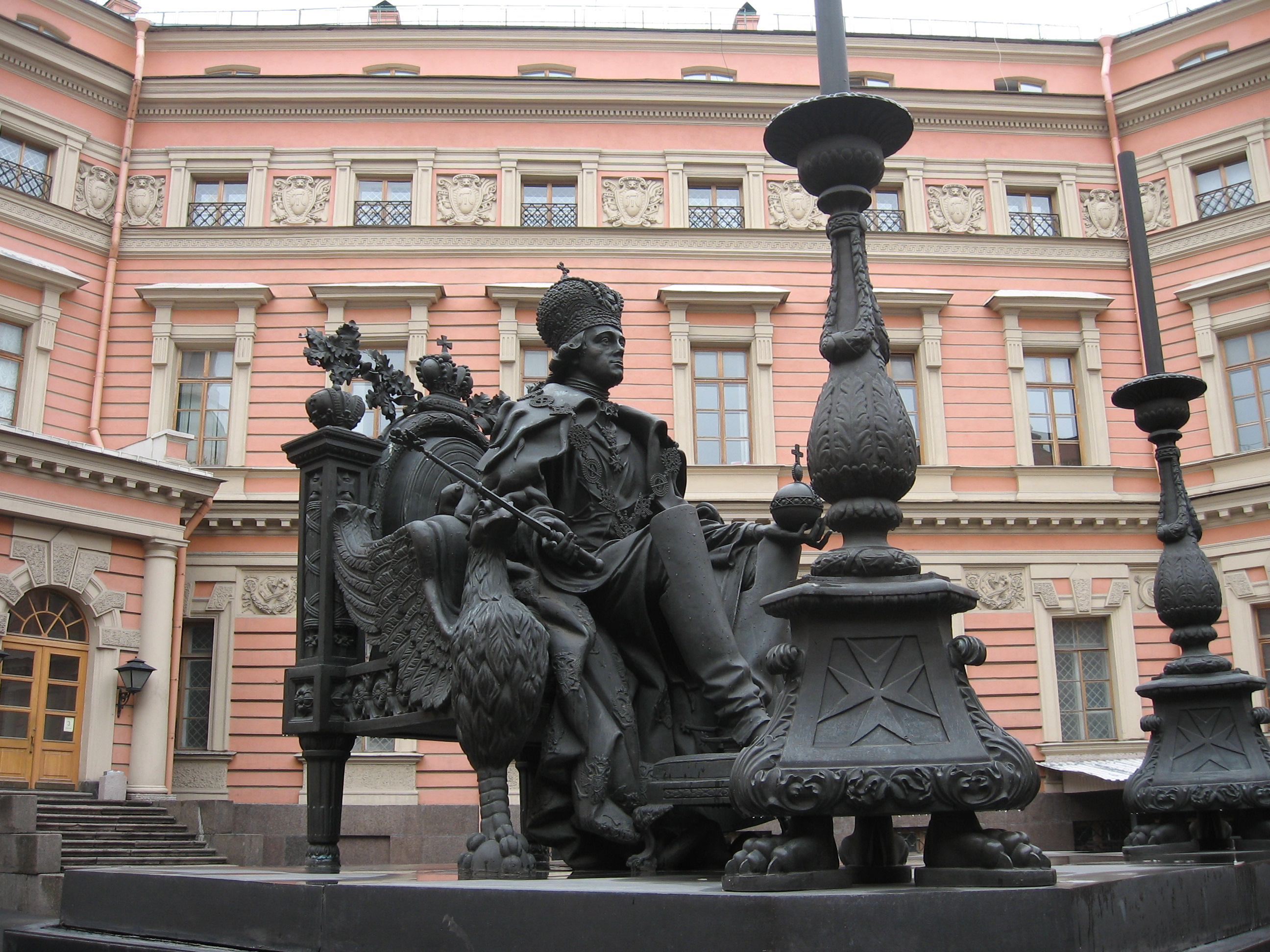
Vladimir Gorevoy, Monument à Paul Ier, Saint-Pétersbourg, cour du château des Ingénieurs.

Au cours de ses premières années de veuvage, l'avenir de ses filles et l'éducation de ses trois plus jeunes enfants retenaient toute l'attention de l'impératrice Marie. Bien que Catherine II lui ait retiré ses deux premiers enfants, Marie fut une bonne mère. Au cours des premières années de séparation avec ses fils aînés, elle gardait malgré tout des relations étroites avec eux, comme avec ses autres enfants. Ils restaient très attachés à leur mère Son fils Alexandre lui laissa le pouvoir total sur l'avenir de ses frères cadets, le grand-duc Nicolas et le grand-duc Michel. Marie Feodorovna tenta — en vain — de surpasser l'éducation donnée à ses deux fils aînés par leur grand-mère ; en outre, elle ne choisit pas les meilleurs professeurs pour les plus jeunes. Malgré tout, une fois ses enfants devenus adultes, l'impératrice douairière entretint avec eux une correspondance passionnée.
De par son rang de première dame de l'Empire, son palais de Pavlovsk était le lieu de visite obligatoire de toutes les personnalités de Saint-Pétersbourg. Ses tentatives d'influer sur les mesures politiques prises par son fils Alexandre furent peu fructueuses. Anti-bonapartiste acharnée, l'impératrice douairière s'opposait à toute tentative de rapprochement de son fils avec Napoléon. En cela, elle maintenait une position hautaine et catégorique. Lorsque Napoléon demanda la main de sa fille cadette, la grande-duchesse Anna Pavlovna de Russie, Maria Feodorovna s'opposa à cette union. Pendant les guerres napoléoniennes, la cour de l'impératrice douairière fut un ardent foyer de sentiments anti-napoléoniens. Cependant, son frère Frédéric, après avoir accédé au trône de Wurtemberg, dût s'allier avec l'empereur des Français qui fit du Wurtemberg un royaume. Frédéric Ier de Wurtemberg donna sa fille en mariage à Jérôme Bonaparte, alors roi de Westphalie. A la chute de l'empire, il recueillit le couple dans ses états. En revanche, il évita de marier son fils aîné avec une "Napoléonide" en lui faisant épouser précipitamment une princesse de Bavière.

### Décès et inhumation

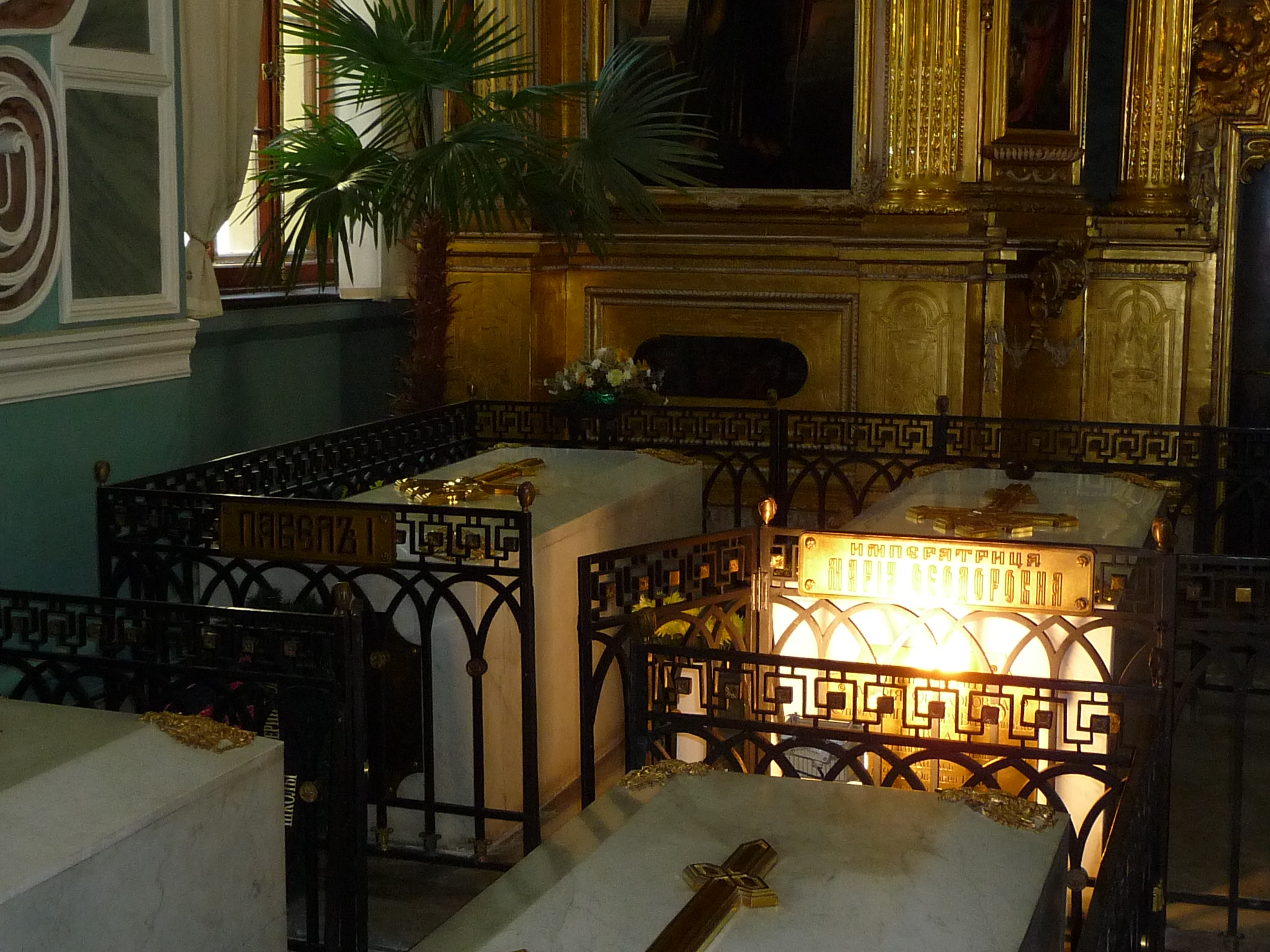
Le tombeau en marbre blanc de l'impératrice Maria Fiodorovna, à droite, celui de son époux, l'empereur Paul Ier de Russie, cathédrale Pierre-et-Paul de Saint-Pétersbourg.

Au cours des cinquante dernières années de sa vie, l'impératrice Marie conservait toute sa fraîcheur juvénile. De constitution robuste, elle survécut à cinq de ses dix enfants, dont son fils aîné, l'empereur Alexandre Ier, et son épouse Élisabeth. Lorsque son fils Nicolas accéda au trône, elle exerça une forte influence sur l'éducation et l'avenir de son petit-fils, le tsarévitch Alexandre, futur Alexandre II.
L'impératrice Marie, née princesse Sophie-Dorothée de Wurtemberg, mourut le 5 novembre 1828 à Pavlovsk. Elle fut inhumée à la cathédrale Pierre-et-Paul de Saint-Pétersbourg.

### Postérité
Après son décès, l'impératrice douairière de toutes les Russies fut vénérée par ses enfants et petits-enfants. Plus tard, les tsarines prirent modèle sur elle. Conformément à ses instructions, le palais de Pavlovsk, où elle résida pendant de longues années, garda son empreinte et fut maintenu tel quel — presque comme un musée familial — pour ses descendants. Son plus jeune fils, le grand-duc Michel Pavlovitch de Russie, hérita de ce palais qui, plus tard, devint la demeure des Konstantinovitch, l'une des branches de la famille Romanov. Ceux-ci le conservèrent en l'état jusqu'à la révolution russe.

## Lieux portant le nom de l'impératrice Maria Fiodorovna

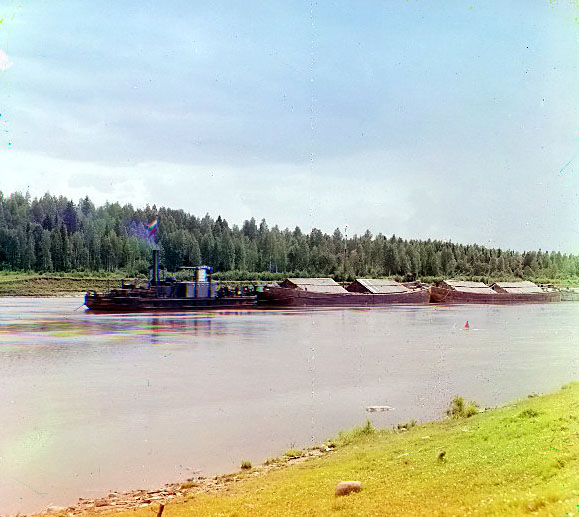
Remorqueur sur le canal Mariïnskaïa.

- Le canal Mariïnskaïa : canal reliant la Volga à la mer Baltique[13]

### Bibliographie

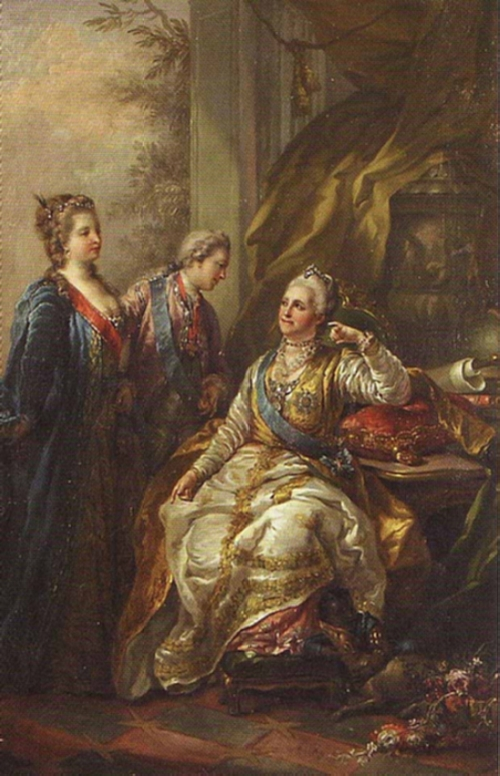
Stefano Torelli, Le tsarévitch Paul présente sa fiancée à sa mère l'impératrice Catherine II (1776).

### Sources
- (en) Cet article est partiellement ou en totalité issu de l’article de Wikipédia en anglais intitulé « Maria Feodorovna (Sophie Dorothea of Württemberg) » (voir la liste des auteurs).

- (ru) Cet article est partiellement ou en totalité issu de l’article de Wikipédia en russe intitulé « Мария Фёдоровна (жена Павла I) » (voir la liste des auteurs).